# Comté de Dreux

Blason des comtes de Dreux

Le comté de Dreux est un ancien comté de France, nommé d'après la ville de Dreux, sa capitale, située au nord du pays chartrain, aux confins de la Normandie et de l'Île-de-France. Il se constitue à l'époque carolingienne sur l'ancien pagus du Drouais ou du Dreugésin.

## Histoire du comté
Il fait partie des possessions des Robertiens. Au milieu du Xe siècle il est détenu par un certain Landry, dont la fille Ève l'apporte en dot à Gauthier, comte du Vexin. Mais ce dernier (qui meurt peu après en 992) n’a pas eu d’héritier de ce premier mariage et avait divorcé d’Eve entre-temps. En 991, Hugues Capet reçoit l’éphémère soutien d'Eudes Ier de Blois contre la coalition de Charles de Basse-Lotharingie et de l'archevêque  Arnoul de Reims, en échange de ce comté de Dreux dont on sait qu'il sera vacant.
Cependant  Richard Ier de Normandie puis son fils Richard II de Normandie ont un rôle dans ce comté. Avant le traité de 911, le pagus de Dreux occupait aussi le sud-est de l'actuel département de l'Eure. Après 913, les jarls normands y ont alors comme d'autres milites du Drouais, des droits et des devoirs (comme la garde partielle du château comtal de Dreux). 
Ainsi Dreux est plusieurs fois assiégé face aux Normands : avec Richard Ier lors de la guerre de 992-995 contre Eudes Ier ; avec Richard II entre le décès de sa sœur et la paix de Coudres (1008-1014). Entre-temps, en effet, préoccupé par l’Anjou, Richard II a cherché une relation pacifique avec Blois en offrant au fils cadet Eudes II (son frère aîné Thibaud II lui ayant confié le comté), la main de sa sœur Mathilde, avec en dot la « moitié » normande de la châtellenie de Dreux, bénéfice que toute façon il maîtrisait très mal. Or Mathilde décède peu de temps après sans avoir eu d’enfants et selon l'usage, Richard II souhaite récupérer cette dot. Ce que refuse catégoriquement Eudes II de Blois.
Après la mort d'Étienne Ier de Troyes en 1021/1023, le roi de France Robert II le Pieux l'enlève à Eudes II de Blois, successeur désigné d'Étienne Ier, et le réunit à la couronne. Louis VII de France, le donne en 1152 à son frère Robert, qui devient le chef de la maison royale des comtes de Dreux. 
En 1377, après la mort du comte Simon de Thouars, il est acheté par le roi de France à l'héritière de la branche aînée de cette maison, Péronnelle de Thouars, vicomtesse de Thouars. C'est pendant cette période que Pierre de Chevreuse (?-1393) en est le gouverneur
En 1382, Charles VI le cède en dot à Marguerite de Bourbon en la mariant avec Arnaud-Amanieu d'Albret.
Repris par la couronne en 1556, il fait partie en 1559 du douaire de Catherine de Médicis. En 1569 il est érigé en duché pairie et donné en apanage à François, quatrième fils d'Henri II, duc d'Alençon, puis duc d'Anjou, mort en 1584. Vendu en 1585 à la maison de Nemours, il ne revient à la couronne que sous Louis XV. 
En 1682, Thomas de Dreux, seigneur de La Pommeraye, conseiller au parlement de Paris, échangea avec Condé le marquisat de La Galissonnière contre la seigneurie de Brézé, qui sera érigée en marquisat en 1685. La famille des Dreux-Brézé n'avait d d'autre rapport avec les Brézé que d'avoir possédé la seigneurie de Brézé.